# ORMDL3
ORMDL3 é um gene humano relacionado a asma, localizado no cromossomo 17. Foi descoberto pela pesquisadora alemã Michaela Schendel.